# メサイア「漆黒ノ章」
『メサイア「漆黒ノ章」』（メサイア しっこくノしょう）は、2013年8月31日に公開された日本映画である。映画製作としては『メサイア』に続く第2弾となるが、前作は舞台上演されたストーリー（銅ノ章）からの流れになっており、メサイア・プロジェクトとして、映画・舞台・ドラマ等と多岐に渡っている。

## あらすじ
－軍事協定『世界の改心（ワールド・リフォーミング）』－　世界各国は軍隊を人口の0.1%までに軍縮、及び、大量殺戮兵器の開発禁止に調印。しかし、争いは兵器から情報戦争へと形を変えたに過ぎなかった。日本において秘密任務のために特殊機関「チャーチ」で育成されたスパイ、警察省警備庁・特別公安局外事課五係。通称“サクラ”。チャーチには鉄の掟があり、掟の下に任務を遂行する。しかし、例外的に掟に反して行動を赦される者がいる。それが“メサイア”である。
過酷な運命により戸籍を抹消され、特別任務を遂行するサクラ候補生となった司馬柊介（浜尾京介）は、ある機密情報を持出す新たなミッションを課せられた。行動を共にするメンバーの1人、五条颯真（太田基裕）とは互いに相反してしまい、距離を縮められずにいた。そんなサクラ候補生たちに、新たに対立する“評議会”メンバーの捜査任務が下される。

## キャスト
- 司馬柊介 - 浜尾京介
- 五条颯真 - 太田基裕
- 海棠鋭利 - 松田凌
- 御津見珀 - 小野健斗
- 三栖公俊 - 中村龍介
- 周康哉 - 玉城裕規
- 大場傑 - 山田諒
- 桧賀山純也 - 池田純矢
- 一嶋晴海 - 中原裕也
- 楠瀬逢輝 - 新田匡章
- 八重樫馨 - 漆崎敬介
- 林王芳 - ボブ鈴木
- 我妻鉱太郎 - 金山一彦

## スタッフ
- 原案：高殿円（メサイア警備局特別公安五係・角川書店 刊）
- 監督：山口ヒロキ
- 脚本：伊勢直弘、山口ヒロキ
- 製作：中野久、鈴木達也、宇治重喜、及川次雄、及川武
- 総合プロデューサー：萩原直子
- プロデューサー：板橋明久
- ラインプロデューサー：和田紳助
- 企画協力：後藤清美
- 撮影：曽根剛
- 照明：加藤大輝
- 録音：宗晋瑞
- 美術：宮下忠也
- 衣装：伊藤摩美
- 音楽：倉堀正彦
- 助監督：基はるか
- 制作担当：杉山優
- アクション監督：高東楓
- 制作プロダクション：ダブルアップエンタテインメント
- 制作協力：エンタテインメントプラス、角川書店、不二家
- 配給：トリプルアップ
- 製作委員会メンバー：ダブルアップエンタテインメント、CLIE、ビザビジョン、コンセプトフィルム、フロンティアワークス

## 主題歌
- 「萼―utena―」 志方あきこ（フロンティアワークス）

## DVD
本編とメイキング作品が発売されている。
- メサイア -漆黒ノ章- メイキングDVD（2013年12月25日、フロンティアワークス）[2]
- メサイア -漆黒ノ章-（2014年1月29日、フロンティアワークス）[3]